# 우스타리츠 알데코아오탈로라
우스타리츠 알데코아오탈로라(1983년 2월 16일~)는 스페인의 전 프로 축구선수이다. 그는 2001년 'CD 바스코니아' 입단으로 데뷔하였다.